# Saint-Martin (francia tengerentúli terület)
Saint-Martin francia tengerentúli terület (franciául collectivité) a Karib-tengerben, a Szent Márton-sziget északi felén terül el. 2007. február 22-én jött létre, mint önálló francia tengerentúli terület, előtte Guadeloupe francia tengerentúli megye része volt. Fővárosa Marigot.
A Szent Márton-sziget déli része, Sint Maarten, a Holland Királyság része.
A lakosság többsége mulattok (fekete és fehér szülők leszármazottai). Ezenkívül jelentős számban élnek itt feketék (afrikaiak) és meszticek (indián-fehér keverékek), kisebb számban franciák és indiai származásúak is.

## Népesség
| Lakosok száma | 36 286 | 35 742 | 35 684 | 35 746 | 32 358 |
|               | 2011   | 2012   | 2015   | 2016   | 2020   |